# 阿博库尔-欧特库尔
阿博库尔-欧特库尔（法語：Abaucourt-Hautecourt，法語發音：[abokuʁ otkuʁ]）是法国默兹省的一个市镇，属于凡尔登区。该市镇于1973年由原市镇阿博库尔-莱苏普勒维尔（Abaucourt-lès-Souppleville）和欧特库尔-莱布罗维尔（Hautecourt-lès-Broville）合并而成。

## 地理
阿博库尔-欧特库尔（49°11'49"N, 5°32'23"E）面积9.68 平方千米，位于法国大東部大區默兹省，该省份为法国西北部内陆省份，北与比利时接壤，西接马恩省和阿登省，南至上马恩省和孚日省，东临默尔特-摩泽尔省。
与阿博库尔-欧特库尔接壤的市镇（或旧市镇、城区）包括：莫尔热穆兰、当卢、迪耶普苏杜欧蒙、埃镇、弗罗默泽、瓦夫尔地区埃梅维尔、莫朗维尔。

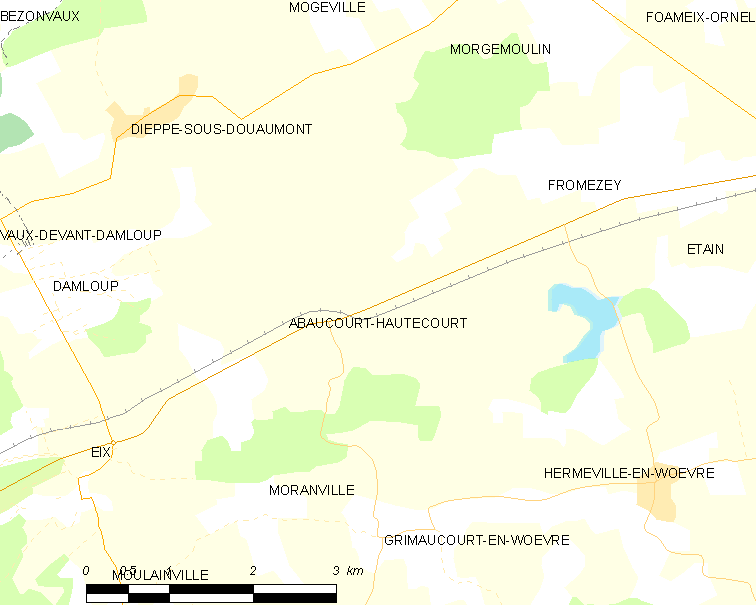
阿博库尔-欧特库尔的OSM定位图

阿博库尔-欧特库尔的时区为UTC+01:00、UTC+02:00（夏令时）。

## 行政
阿博库尔-欧特库尔的邮政编码为55400，INSEE市镇编码为55002。

## 政治
阿博库尔-欧特库尔所属的省级选区为默兹河畔贝尔维尔县。

## 人口

1962-2008年间阿博库尔-欧特库尔人口变化图示

阿博库尔-欧特库尔于2022年1月1日时的人口数量为100人。